# Landkreis Rastatt
Landkreis Rastatt is een Landkreis in de Duitse deelstaat Baden-Württemberg. Op 31 december 2020 telde de Landkreis 232.091 inwoners op een oppervlakte van 738,83 km². Rastatt ligt rondom de stad Baden-Baden. Kreisstadt is de stad Rastatt.
Op 1 januari 1973 kwam er een deel van de 
opgeheven Landkreis Bühl erbij, alsmede 3 gemeenten uit de Landkreis Kehl en Loffenau uit de Landkreis Calw.

## Steden en gemeenten

Steden
1. Bühl
2. Gaggenau
3. Gernsbach
4. Kuppenheim
5. Durmersheim
6. Lichtenau
7. Rastatt
8. Sinzheim

Overige gemeenten
1. Au am Rhein
2. Bietigheim
3. Bischweier
4. Bühlertal
5. Durmersheim
6. Elchesheim-Illingen
7. Forbach
8. Hügelsheim
9. Iffezheim
10. Loffenau
11. Muggensturm
12. Ötigheim
13. Ottersweier
14. Rheinmünster
15. Sinzheim
16. Steinmauern
17. Weisenbach

## Stedenbanden
- Pesaro e Urbino (Italië), sinds 1996
- Vantaa (Finland), sinds 1968

Alb-Donau-Kreis · Baden-Baden · Biberach · Bodenseekreis · Böblingen · Breisgau-Hochschwarzwald · Calw · Emmendingen · Enzkreis · Esslingen · Freiburg im Breisgau · Freudenstadt · Göppingen · Heidelberg · Heidenheim · Heilbronn (stad) · Landkreis Heilbronn · Hohenlohe · Karlsruhe (stad) · Landkreis Karlsruhe · Konstanz · Lörrach · Ludwigsburg · Main-Tauber-Kreis  · Mannheim · Neckar-Odenwald-Kreis · Ortenaukreis · Ostalbkreis · Pforzheim · Rastatt · Ravensburg · Rems-Murr-Kreis · Reutlingen · Rhein-Neckar-Kreis · Rottweil · Schwäbisch Hall · Schwarzwald-Baar-Kreis · Sigmaringen · Stuttgart · Tübingen · Tuttlingen · Ulm · Waldshut · Zollernalbkreis
Au am Rhein · Bietigheim · Bischweier · Bühl · Bühlertal · Durmersheim · Elchesheim-Illingen · Forbach · Gaggenau · Gernsbach · Hügelsheim · Iffezheim · Kuppenheim · Lichtenau · Loffenau · Muggensturm · Ötigheim · Ottersweier · Rastatt · Rheinmünster · Sinzheim · Steinmauern · Weisenbach